# Rak (motoryzacja)
Rak – wspólna nazwa polskich samochodów wyścigowych uczestniczących w Wyścigowych Samochodowych Mistrzostwach Polski w latach 50., 60. i 70.

## Historia
Pomysłodawcą marki Rak był Jerzy Jankowski. Ten konstruktor i motocyklowy kierowca wyścigowy w 1953 roku doznał wypadku, po którym zakończył karierę zawodniczą. W trakcie pobytu w szpitalu zaprojektował motocykl Moto-Rak, nadając mu nazwę od swojego znaku zodiaku. Ten motocykl nigdy nie brał udziału w wyścigach.
W 1957 roku Jankowski został kierownikiem Ośrodka Budowy Samochodów Wyczynowych w Warszawie. W dobie ścigających się w mistrzostwach Polski SAM-ów Jankowski powziął ideę zbudowania całkowicie od podstaw samochodu wyścigowego. Pojazd ten, znany jako Rak 650, został ukończony w 1958 roku i wziął nazwę od znaku zodiaku wszystkich czterech osób zaangażowanych w jego budowę. Był on napędzany motocyklowym silnikiem Triumph i przyczynił się do zdobycia przez Jankowskiego tytułu mistrza Polski w 1958 roku. W 1960 roku Jankowski postanowił o przerobieniu modelu poprzez dodanie mu drugiego silnika; ten pojazd nazwał Rak 1300. Samochód ten zadebiutował w 1961 roku.
Pod koniec lat 50. w Polsce narastały opinie, że wyścigowe mistrzostwa Polski należy rozegrać według przepisów Formuły Junior. Jankowski w 1959 roku rozpoczął opracowywanie samochodu według regulaminu tej serii. Samochód był gotowy w 1961 roku i otrzymał nazwę Rak Junior I. W latach 1962–1963 w Wyścigowych Samochodowych Mistrzostwach Polski rozgrywano zawody w klasie Formuła Junior, w których uczestniczyły samochody Rak Junior I i Rak Junior II.
W 1964 roku rozpoczęto rozgrywać w Polsce mistrzostwa według przepisów Formuły 3. Prace nad odpowiednim samochodem Jankowski podjął w 1962 roku. Nowy samochód otrzymał oznaczenie Rak 64.
Od 1967 roku samochody Rak były produkowane w Ośrodku Techniczno-Zaopatrzeniowym w Warszawie i otrzymywały nazwę Promot, podobnie jak konstruowane w OTZ motocykle. Produkcję Promotów-Raków zakończono w 1970 roku, zastępując je Promotami Formuły Polonia.
Ogółem wyprodukowano 29 egzemplarzy samochodów znanych jako Rak i Promot-Rak.

## Samochody Rak
- Rak 650
- Rak 1300
- Rak Junior I
- Rak Junior II
- Rak 64
- Rak 65
- Rak 66
- Promot-Rak 67